# 월풍마전: 불멸의 달
월풍마전: 불멸의 달(Getsu Fūma Den: Undying Moon)은 코나미와 구루구루(GuruGuru)가 공동 개발하고 코나미가 퍼블리싱한 핵 앤 슬래시 로그배니아 플랫폼 비디오 게임이다. 이 게임은 2022년 2월 9일 닌텐도 스위치용으로, 2월 17일 윈도우용으로 출시되었다. 이 게임은 원래 코나미가 패미컴용으로 일본에서만 개발하고 출판한 1987년 게임 월풍마전의 속편이다.

## 게임플레이
월풍마전: 불멸의 달은 2.5D 핵 앤 슬래시 로그바니아 플랫폼 게임이다. 플레이어는 푸마(Fūma)를 제어하고 일본식 우키요에 아트 스타일을 사용하여 절차적으로 생성된 8개의 레벨 세트를 통해 푸마를 안내해야 한다. 레벨을 탐색하는 동안 플레이어는 일본 무술에서 영감을 받은 여러 동작을 획득할 수 있으며 강화 기능과 사용자 정의 가능한 무기를 선택할 수 있다. 게임의 전투는 간격, 타이밍, 적의 공격 패턴 학습을 중심으로 이루어진다. 플레이어가 죽으면 처음부터 다시 시작해야 한다. 플레이어는 다음 단계로 진행하기 위해 각 단계가 끝날 때마다 보스를 물리쳐야 한다.